# 요구특성
연구, 특히 심리학에서 요구특성(要求特性, demand characteristics)은 피험자가 실험 목적을 해석하고 그 해석에 부합하도록 맞추어 주는 무의식적인 행동 변화를 만들어내는 실험적인 현상을 가리킨다. 마틴 오른(Martin Orne)에 의해 요구특성에 대한 개척적인 연구가 수행되었다. 일반적으로 이것들은 실험자가 의도한 바를 넘어 행동에 영향을 발휘하는 외부 변수로 간주된다.
요구특성의 잠재적인 이유는 피험자가 어떻게든 평가를 받기 때문에 제기된 평가에서 좋은 점수를 획득하기 위해 실험에서 이기는 방법을 알아낸다는 피험자의 예측이다. 요구특성은 실험에서 제외시킬 수는 없지만 요구특성은 실험에서의 영향도를 확인하기 위해 연구될 수 있다. 일부 공통적인 요구특성의 예는 다음과 같다:
- 연구에 대한 소문 – 실험 밖의 실험에 관해 떠돌아다니는 어떠한 유형의 정보, 참이나 거짓.
- 연구실 환경 – 연구가 수행되는 위치. (중요한 경우)
- 명시적이거나 내포된 커뮤니케이션 – 실험의 인식에 영향을 미칠 수 있는, 구두로의 진행 여부에 관계 없이 피험자와 실험자 간의 모든 커뮤니케이션.

웨버(Weber)와 쿡(Cook)은 피험자가 실험의 역할을 맡을 때의 일부 요구특성을 기술하고 있다. 이 역할들은 다음을 포함한다:
- 착한 피험자 역할(good-participant role): 피험자는 실험자의 가설을 알아차리고 이를 확증하려고 시도한다.[3] 피험자는 실험을 "망치고" 싶어하지 않는다.
- 부정적인 피험자 역할(negative-participant role, screw-you effect[4]): 피험자는 실험자의 가설을 알아채려고 하지만 연구의 신뢰성을 파괴하기 위해서만이 목적이다.
- 충실한 피험자 역할(faithful-participant role): 피험자는 실험자에 의해 주어진 지시사항을 철저히 따른다.
- 불안한 피험자 역할(apprehensive-participant role): 피험자는 자신이 사회적으로 바람직한 방법으로 행동하고 있다는 응답을 실험자가 어떻게 평가할 것인지에 대해 많이 걱정한다.[5]

## 같이 보기
- 호손 효과